# Ilze Ieviņa
Ilze Ieviņa (Riga, 16 marzo 1973) è un'ex cestista e allenatrice di pallacanestro lettone.

## Carriera
Con la Lettonia ha disputato i Campionati europei del 1999.